# Vodeno stvorenje
Vodeno stvorenje je sveska Zagora objavljena u svesci #194. u izdanju Veselog četvrtka. Na kioscima u Srbiji se pojavila 15. decembra 2022. Koštala je 350 din (2,9 €; 3,03 $). Imala je 94 strane.

## Originalna epizoda
Originalna sveska pod nazivom Creatura d'acqua objavljena je premijerno u #662. regularne edicije Zagora u izdanju Bonelija u Italiji 2. septembra 2020. Epizodu je nacrtao Đani Sedioli, a scenario napisao Moreno Buratini. Naslovnu stranu je nacrtao Alesandro Pičineli. Cena sveske za evropskom tržištu iznosila je 4,4 €. 

## Prethodna i naredna epizoda
Prethodna sveska Zagora nosila je naslov Prošlost i budućnost (#193), a naredna Zombiji u Darkvudu (#195).